# 1977-es Formula–1 osztrák nagydíj
Az osztrák nagydíj volt az 1977-es Formula–1 világbajnokság tizenkettedik futama.

## Futam
| Helyezés | #  | Versenyző          | Csapat/Motor       | Körök | Idő/Kiesés oka | Rajthely | Pontszám |
| -------- | -- | ------------------ | ------------------ | ----- | -------------- | -------- | -------- |
| 1        | 17 | Alan Jones         | Shadow-Ford        | 54    | 1:37:16,49     | 14       | 9        |
| 2        | 11 | Niki Lauda         | Ferrari            | 54    | +20,13         | 1        | 6        |
| 3        | 8  | Hans-Joachim Stuck | Brabham-Alfa Romeo | 54    | +34,5          | 4        | 4        |
| 4        | 12 | Carlos Reutemann   | Ferrari            | 54    | +34,75         | 5        | 3        |
| 5        | 3  | Ronnie Peterson    | Tyrrell-Ford       | 54    | +72,09         | 15       | 2        |
| 6        | 2  | Jochen Mass        | McLaren-Ford       | 53    | +1 kör         | 9        | 1        |
| 7        | 24 | Rupert Keegan      | Hesketh-Ford       | 53    | +1 kör         | 20       |          |
| 8        | 7  | John Watson        | Brabham-Alfa Romeo | 53    | +1 kör         | 12       |          |
| 9        | 27 | Patrick Nève       | March-Ford         | 53    | +1 kör         | 22       |          |
| 10       | 30 | Brett Lunger       | McLaren-Ford       | 53    | +1 kör         | 17       |          |
| 11       | 28 | Emerson Fittipaldi | Fittipaldi-Ford    | 53    | +1 kör         | 23       |          |
| 12       | 33 | Hans Binder        | Team Penske-Ford   | 53    | +1 kör         | 19       |          |
| 13       | 4  | Patrick Depailler  | Tyrrell-Ford       | 53    | +1 kör         | 10       |          |
| 14       | 34 | Jean-Pierre Jarier | Team Penske-Ford   | 52    | +2 kör         | 18       |          |
| 15       | 19 | Vittorio Brambilla | Surtees-Ford       | 52    | +2 kör         | 13       |          |
| 16       | 18 | Vern Schuppan      | Surtees-Ford       | 52    | +2 kör         | 25       |          |
| 17       | 36 | Emilio de Villota  | McLaren-Ford       | 50    | Baleset        | 26       |          |
| Kiesett  | 20 | Jody Scheckter     | Wolf-Ford          | 45    | Kicsúszás      | 8        |          |
| Kiesett  | 1  | James Hunt         | McLaren-Ford       | 43    | Motorhiba      | 2        |          |
| Kiesett  | 23 | Patrick Tambay     | Ensign-Ford        | 41    | Motorhiba      | 7        |          |
| Kiesett  | 6  | Gunnar Nilsson     | Lotus-Ford         | 38    | Motorhiba      | 16       |          |
| Kiesett  | 16 | Arturo Merzario    | Shadow-Ford        | 29    | Váltó          | 21       |          |
| Kiesett  | 26 | Jacques Laffite    | Ligier-Matra       | 21    | Olajszivárgás  | 6        |          |
| Kiesett  | 5  | Mario Andretti     | Lotus-Ford         | 11    | Motorhiba      | 3        |          |
| Kiesett  | 10 | Ian Scheckter      | March-Ford         | 2     | Baleset        | 24       |          |
| Kiesett  | 22 | Clay Regazzoni     | Ensign-Ford        | 0     | Baleset        | 11       |          |
| NK       | 38 | Brian Henton       | March-Ford         |       |                |          |          |
| NK       | 39 | Ian Ashley         | Hesketh-Ford       |       |                |          |          |
| NK       | 25 | Héctor Rebaque     | Hesketh-Ford       |       |                |          |          |
| NK       | 9  | Alex Ribeiro       | March-Ford         |       |                |          |          |

## Statisztikák
Vezető helyen:
- Mario Andretti: 11 (1-11)
- James Hunt: 32 (12-43)
- Alan Jones: 11 (44-54)

Alan Jones 1. győzelme, Niki Lauda 23. pole-pozíciója, John Watson 2. leggyorsabb köre.
- Shadow 1. győzelme.

Clay Regazzoni és Emerson Fittipaldi 100. versenye.